# Радофинникова Горка
Радофи́нникова Го́рка — упразднённая деревня на территории Лисинского сельского поселения Тосненского района Ленинградской области.

## История
На карте Ф. Ф. Шуберта 1844 года упоминается деревня Радофинникова Горка.

ГОРКА (РАДОФИННИКОВА-ГОРКА) — деревня Дубовицкого сельского общества.

Дворов крестьянских — 11, в том числе бобыльских — 2. Строений — 27, в том числе жилых — 7. 

Число жителей по семейным спискам и по приходским сведениям 1879 г.: 32 м. п., 29 ж. п. (1884 год)

В конце XIX — начале XX века деревня административно относилась к Тесовской волости 3-го стана 3-го земского участка Новгородского уезда Новгородской губернии.

ГОРКА (РАДОФИНИКОВА ГОРКА, ЧУХОНСКАЯ ГОРКА) — деревня Дубовикского сельского общества, дворов — 15, жилых домов — 15, число жителей: 49 м. п., 50 ж. п. 

Занятия жителей — земледелие, выпас телят. (1907 год)

Согласно военно-топографической карте Петроградской и Новгородской губерний издания 1915 года деревня называлась Радофинникова Горка и насчитывала 11 крестьянских дворов.
С 1917 по 1927 год деревня Радофинникова Горка входила в состав Тесовской волости Новгородского уезда Новгородской губернии.
С 1927 года в составе Дубовицкого сельсовета Детскосельского района Ленинградской области.
С 1930 года в составе Тосненского района.
По данным 1933 года деревня Радофинникова Горка входила в состав Дубовицкого сельсовета Тосненского района.

Пла деревни Радофинникова Горка. 1937 год

Согласно топографической карте РККА 1937 года деревня насчитывала 26 крестьянских дворов. В деревне была своя школа.
С 1 сентября 1941 года по 31 декабря 1943 года деревня находилась в оккупации.
В 1965 году население деревни Радофинникова Горка составляло 1477 человек.
По данным 1966 и 1973 годов деревня называлась Горка и находилась в составе Дубовицкого сельсовета, с административным центром в посёлке Радофинниково.
По административным данным 1990 года деревня Горка в составе Тосненского района отсутствует. На топографической карте Ленинградской области 1990 года деревня обозначена как нежилая.

## География
Деревня находилась в южной части района, на западной стороне железнодорожной линии Санкт-Петербург — Великий Новгород у остановочной платформы 101 км, к югу от железнодорожной станции Радофинниково. Расстояние до станции Радофинниково — 5 км.
Через территорию бывшей деревни протекает Вязов ручей. К востоку находится болото Тушинский Мох, к западу — болото Веретинский Мох.
К северу и к югу от территории бывшей деревни находится садоводческий массив «Западное Радофинниково».